# Pierre Reid
Pour les articles homonymes, voir Reid.
Pierre Reid, né le 16 août 1948 à Jonquière et mort le 14 novembre 2021 à Sherbrooke, est un professeur et homme politique canadien. Il est le recteur de l'Université de Sherbrooke de 1993 à 2001 et le député libéral de la circonscription d'Orford à l'Assemblée nationale du Québec de 2003 à 2018.

## Biographie

### Origines
Son ancêtre maternel est Pierre Tremblay soit l'ancêtre des Tremblay au Canada.

### Carrière
Pierre Reid est professeur universitaire en administration des affaires avant de devenir vice-recteur à l'administration, de 1989 à 1991, puis recteur de l'Université de Sherbrooke en 1993. Au terme de son second mandat non-renouvelable en 2001, il devient sous-ministre délégué à Industrie Canada, puis conseiller spécial auprès du sous-ministre à Développement économique Canada en 2002. 
Lors des élections générales de 2003, il est élu député du Parti libéral du Québec à l'Assemblée nationale du Québec pour la circonscription d'Orford. Il est aussitôt nommé ministre de l'Éducation, fonction qu'il conserve jusqu'au 18 février 2005, date à laquelle il est nommé ministre des Services gouvernementaux. Le 27 février 2006, il est exclu du Conseil des ministres à la suite d'un remaniement ministériel.